# Antipathes ceylonensis
Antipathes ceylonensis är en korallart som först beskrevs av Thomson och Simpson 1905.  Antipathes ceylonensis ingår i släktet Antipathes och familjen Antipathidae.
Artens utbredningsområde är Indiska oceanen. Inga underarter finns listade i Catalogue of Life.